# 黃阮美娃
黃阮美娃（约1937年—2002年），本名阮美娃，冠夫姓，臺灣屏東縣林邊鄉人，二二八事件受難者阮朝日之女，長年以父親的名義認養貧苦孩童。

## 生平
阮美娃自幼在父親鼓勵下彈鋼琴，二二八事件爆發後，1947年3月12日早，《台灣新生報》總經理阮朝日，被人強行從家裡帶走，從此失蹤，成為當時才十一歲的女兒阮美娃永久的傷痛。

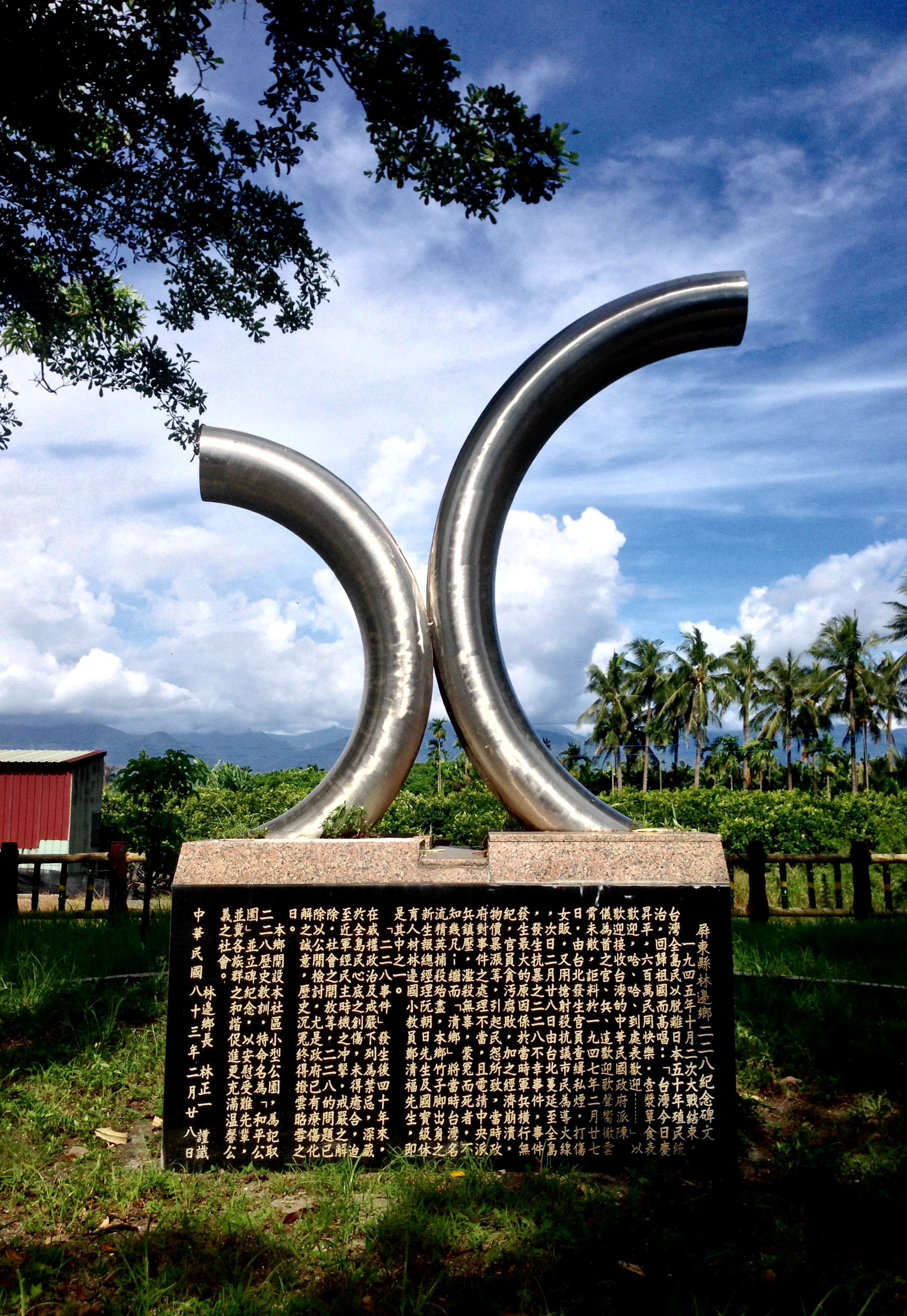
載有阮朝日的林邊鄉二二八紀念碑。

阮美娃結婚後生子後平時操持家務，則利用閒暇時間教授鋼琴，後於潮州鎮擔任鋼琴老師。多年來，她和姊妹阮美姝為追尋父親下落，收集二二八史料與田野調查，激勵其他受難家屬爭取平反。
1980年代，黃阮美娃一位學生經常請假，深入追問才知道學生是去參加家扶中心義工活動，此讓她想起孤寂的童年和父親的苦難，便決定以父親名義認養貧童，從此開始加入認養人行列。1982年起，她將收入奉獻出來，起初認養十名兒童，還以公公黃扁的名義成立黃扁紀念獎學金。原先，她一直不肯對外公開善行，直到家扶中心鼓勵她應該引導更多人，因此才公佈她的善行。除給予兒童金錢上幫助外，她更常時與扶助兒童通信，了解他們功課生活情形與鼓勵奮力上進。
1991年3月4日下午，時任中華民國總統李登輝約見黃阮美娃與其他六位遺族。他們並請求豎立二二八紀念碑、成立二二八事件紀念基金會、向臺灣人民、遺族、國際交代五事項。
2000年報導時，黃阮美娃累積已有一百多名孩子受過她的照顧。她也曾和楊碧川、葉笛幾位朋友翻譯柯旗化以日文寫作的回憶錄《台灣監獄島》。
2002年3月22日，阮朝日228紀念館在林邊鄉竹林村開幕。
2002年8月23日，屏東家庭扶助中心主任傅敏峰在屏東市中正國小頒發助學獎金時，告知長期認養人黃阮美娃近日因肺癌病逝，明日將在潮州長老教會舉辦告別式。2003年3月28日，屏東家扶中心的兒童福利館大樓完工，特別在一樓刊登黃阮美娃的故事。
屏東家扶中心的傅敏峰曾說，黃阮美娃的一生並不是很快樂...但她像一盞明燈，照亮受助兒童的心靈。